# یاکوولف یاک-۱۸
Yak-18 (به انگلیسی: Yakovlev_Yak-18) یک هواگرد از نوع آموزشی ساخت شرکت یاکوولف است. هواگرد Yak-18 نخستین پروازش را در ۱۹۴۶ میلادی انجام داد. این هواگرد در سال ۱۹۴۶ میلادی رسماً معرفی گردید.